# غيلبرت جبريل
غيلبرت جبريل (بالإنجليزية: Gilbert Gabriel)‏ هو موسيقي بريطاني، ولد في 1956.

## وصلات خارجية
- غيلبرت جبريل على موقع IMDb (الإنجليزية)
- غيلبرت جبريل على موقع ميوزك برينز (الإنجليزية)
- غيلبرت جبريل على موقع أول ميوزيك (الإنجليزية)
- غيلبرت جبريل على موقع ديسكوغز (الإنجليزية)